# Rocca aldobrandesca (Giglio Castello)

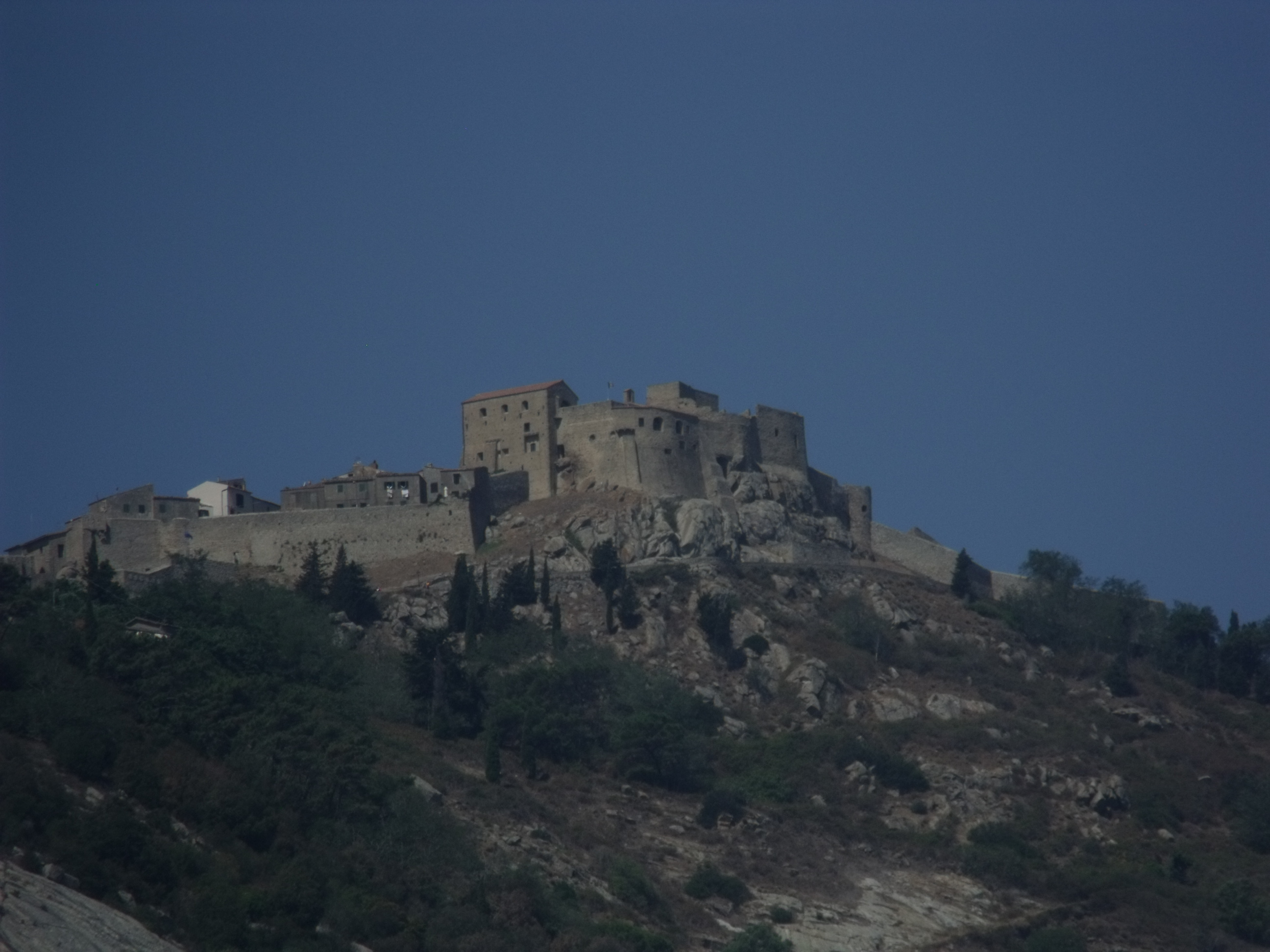
Veduta panoramica della Rocca Aldobrandesca di Giglio Castello

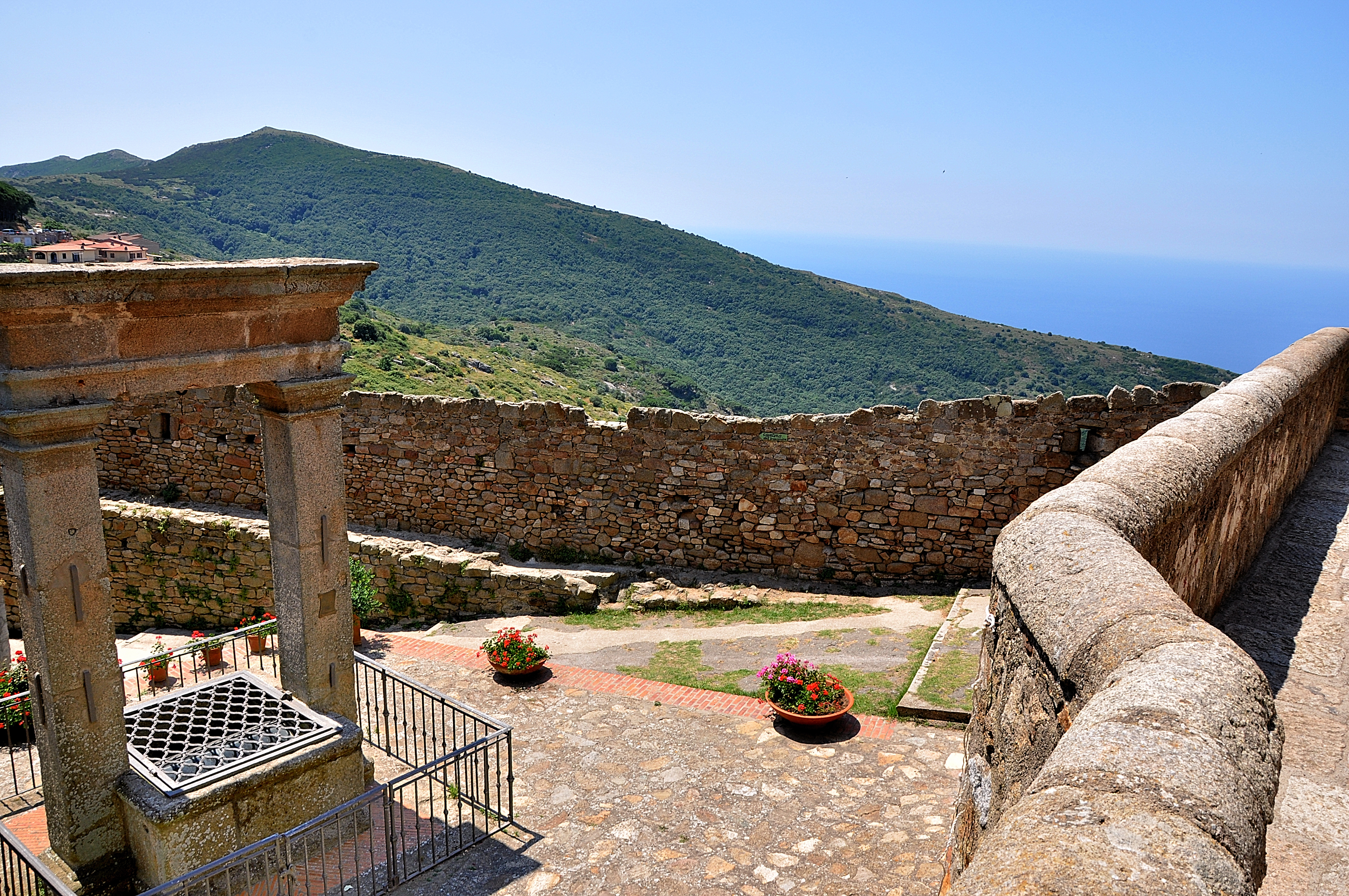
Parziale veduta di un bastione interno della rocca con sullo sfondo un tratto della cinta muraria di Giglio Castello

La Rocca aldobrandesca, nota anche come Rocca Pisana, è un castello a Giglio Castello, frazione del comune di Isola del Giglio, situato nella parte più alta e interna dell'isola.

## Storia
La struttura sorse in epoca altomedievale, probabilmente già nel X secolo, come possedimento dell'Abbazia delle Tre Fontane di Roma. Nel corso del XII secolo divenne possesso della famiglia degli Aldobrandeschi che iniziarono i lavori di ampliamento della struttura preesistente, che venne pienamente inglobata nel fiorente borgo di Giglio Castello e assunse il caratteristico aspetto fortificato tipico di tutte le altre rocche sotto il loro controllo.
Tuttavia, l'isola venne successivamente conquistata dai Pisani, che fecero eseguire ulteriori lavori di ristrutturazione ed ampliamento sia alla medesima rocca che alla cinta muraria.
Nei primi anni del Quattrocento, l'Isola del Giglio fu conquistata dai Medici ed entrò a far parte del Granducato di Toscana, seguendone le sorti da quel momento in poi. La rocca venne ristrutturata nuovamente tra il Cinquecento e il Seicento, dopo temporanei periodi di degrado che seguirono alcune incursioni piratesche che causarono danni e scompiglio sull'isola.
Altri lavori di riqualificazione furono effettuati nel corso del Settecento, quando furono ampliati gli edifici che ospitavano gli alloggi delle sentinelle, oltre al palazzo padronale; nel 1762 fu costruita presso il complesso della rocca la cappella di Santa Barbara, che sostituì la preesistente cappella gentilizia, dedicata dagli Aldobrandeschi alla Santissima Trinità.
Dopo l'Unità d'Italia il complesso fortificato fu temporaneamente trasformato in struttura carceraria, successivamente dismessa con la chiusura definitiva avvenuta nella prima metà del secolo scorso. In seguito, la rocca fu venduta a privati e trasformata in un complesso abitativo.

## Descrizione
La rocca è situata nel punto più alto del borgo ed è costituita da un vero e proprio fortilizio esterno a base trapezoidale, disposto su più livelli e poggiante su un lato a un torrione semicircolare di avvistamento che si eleva lungo il circuito perimetrale delle Mura di Giglio Castello. Le strutture murarie del fortilizio, in pietra, poggiano su imponenti basamenti a scarpa, che conferiscono all'intera struttura un ulteriore aspetto fortificato, ancor più amplificato dalle bastionature agli angoli rivolti verso l'esterno del borgo.
All'interno del fortilizio vi sono due corpi di fabbrica principali, uno dei quali ospitava la residenza dei governatori e del podestà, presso il quale si trovava la ormai perduta cappella gentilizia.
L'accesso alla rocca, sormontato da un'imponente stemma dei Medici che ricorda il loro dominio, avviene attraverso la caratteristica Porta della Rocca, che si apre lungo la cinta muraria. Ulteriori dispositivi di sicurezza erano garantiti in passato dal ponte levatoio che permette il collegamento dall'interno dell'area del fortilizio agli edifici residenziali, il cui portone d'ingresso principale al piano rialzato è raggiungibile attraverso una rampa di scale esterna.